# دورون روبين
دورون روبين (بالعبرية: דורון רובין‏) هو لاعب كرة قدم إسرائيلي، ولد في 1944 في Bustan HaGalil ‏ في إسرائيل، وتوفي في 19 يناير 2018 في إسرائيل. لعب مع Hapoel Acre F.C. ‏.